# Unité nationale de contre-ingérence des Forces canadiennes
L'Unité nationale de contre-ingérence des Forces canadiennes, abrégée en UNCIFC, (Canadian Forces National Counter-Intelligence Unit, abrégée en CFNCIU, en anglais) est une unité du Commandement du renseignement des Forces canadiennes responsable de déterminer, d'examiner et de lutter contre les menaces à la sécurité contre le personnel et les biens du ministère de la Défense nationale (MDN) et des Forces armées canadiennes (FAC) ainsi que du matériel et des informations provenant des services de renseignement étrangers. Elle est également responsable de lutter contre les groupes participant au terrorisme, à l'espionnage, au sabotage, à la subversion ou aux activités criminelles organisées qui ont un impact sur la sécurité du MDN et des FAC. L'unité est basée à Ottawa en Ontario, mais elle comprend également des détachements régionaux.

## Annexe